# La Jument perdue
La Jument perdue est un roman policier de Georges Simenon, paru en 1948 aux Presses de la Cité.
Simenon écrit ce roman en octobre 1947 à Tucson (Arizona), États-Unis.

## Résumé
Une lettre à demi effacée, trouvée lors d'une vente aux enchères dans une malle ayant appartenu à un certain Ronald Phelps, géologue qui avait travaillé autrefois pour le compte d'une société minière de la région, va jeter un jour nouveau sur trente-huit ans de la vie de Curly John. Jusqu'alors, celui-ci
avait cru qu'Andy Spencer (devenu l' « Innommable ») avait, un jour d'octobre 1909, tenté de le faire assassiner, puis avait épousé la fille cadette du riche Mike O'Hara, dans le seul but de reprendre la part du ranch qu'ils exploitaient en commun et sur laquelle il savait que l'on allait découvrir du minerai.
Or, la lettre vient tout remettre en question. Elle a été envoyée à un destinataire inconnu, deux jours avant la tentative de meurtre, par un certain Little Harry, alors propriétaire d'une maison de jeux dans la cité minière de Sunburn. Son contenu mentionne le nom du coupable, indiqué par une initiale qui semble être un H, mais peut-être aussi un A, un N, un B ou un R. Andy Spencer est-il bien le coupable ? Le H ne désigne-t-il pas plutôt le vieux O'Hara, père de son amie Peggy Clum et beau-père de son rival ? Ou quelqu'un d'inconnu ? 
À force de persévérance et de réflexion, Curly John finira par retrouver le coupable ; il s'agit d'Aloso Riales, l'ancien régisseur du ranch. Aloso avait deviné que les terres renfermaient un filon et avait fait appel à Phelps, le géologue, qui avait bientôt conduit l'affaire dans son propre intérêt. La lettre avertissait le destinataire mystérieux des menées de ce dernier : comme Andy Spencer avait des dettes de jeu chez Little Harry (complice de Phelps), il fallait tuer John et obliger Andy à vendre. C'est Aloso qui s'était chargé de cette besogne, en engageant un homme de main. Spencer est donc innocent. 
De son côté, Peggy Clum croyait son père – qui avait des affaires en commun avec Little Harry – coupable de la tentative d'assassinat. Son vol chez John l'a détrompée, puisqu'elle a retrouvé l'enveloppe avec le nom de son père. John se réconciliera avec Andy Spencer, compromis dans un procès à Washington.

## Aspects particuliers du roman
Récit qui évoque les faits à travers le personnage principal. Celui-ci est conduit à mener une sorte d’enquête, au cours de laquelle il tente de retrouver la trace d’événements qui remontent à de nombreuses années : d’où le caractère rétrospectif du récit.

## Fiche signalétique de l'ouvrage

### Cadre spatio-temporel

#### Espace
Tucson (Arizona) et les environs ; Suburn, ancienne cité minière devenue ville de cure ; Bisbee, cité minière. Washington.

#### Temps
Octobre 1947.

### Les personnages

#### Personnage principal
John Evans, dit Curly John, Américain. Ancien mineur et rancher de la « Jument-Perdue ». Célibataire. 68 ans

#### Autres personnages
- Andy Spencer, ancien associé de John, devenu la plus grande fortune de Tuscon, 68 ans
- Peggy Clum, fille aînée de Mike O’Hara, veuve et amie intime de John
- Mathilda Evans, sœur aînée de Curly John, avec qui elle vit, 73 ans
- Aloso Riales, régisseur du ranch en 1909, devenu depuis marchand à Bisbee.
- Mike O’Hara, riche homme d’affaires de Tucson en 1909, beau-père de Spencer, mort depuis quinze ans au moment du récit
- Little Harry, propriétaire, en 1909, d’une maison de jeu à Sunburn
- Ronald Phelps, Anglais, géologue de profession.

(Ces trois derniers personnages appartiennent uniquement au « passé » du roman).

## Éditions
- Prépublication en feuilleton dans l'hebdomadaire « Les Nouvelles littéraires », n° 1064-1078 du 22 janvier au 29 avril 1948 avec des illustrations de Bernard Milleret.
- Édition originale : Presses de la Cité, 1948
- Tout Simenon, tome 2, Omnibus, 2002  (ISBN 978-2-258-06043-2)
- Livre de poche n° 14288, 2002  (ISBN 978-2-253-14288-1)
- Romans durs, tome 7, Omnibus, 2012  (ISBN 978-2-258-09394-2)
- Romans durs, tome 7, Omnibus, 2023  (ISBN 978-2-258-20264-1)

## Source
- Maurice Piron, Michel Lemoine, L'Univers de Simenon, guide des romans et nouvelles (1931-1972) de Georges Simenon, Presses de la Cité, 1983, p. 142-143  (ISBN 978-2-258-01152-6)